# Erioptera yarraga
Erioptera yarraga là một loài ruồi trong họ Limoniidae. Chúng phân bố ở miền Australasia.